# Conehatta
Conehatta è un centro abitato e un census-designated place (CDP) degli Stati Uniti d'America, situato nella contea di Newton, nello Stato del Mississippi.